# Condado de Ashland (Wisconsin)
El condado de Ashland (en inglés: Ashland County), fundado en 1860, es uno de los 72 condados del estado estadounidense de Wisconsin. En el año 2000 tenía una población de 16.866 habitantes con una densidad poblacional de 6.24 personas por km². La sede del condado es Ashland.

## Geografía
Según la Oficina del Censo, el condado tiene un área total de 5941 km² (2293,8 mi²), de la cual 2703 km² (1043,6 mi²) es tierra y 3237 km² (1249,8 mi²) (54.49%) es agua.

### Condados adyacentes
- Condado de Iron - este
- Condado de Price - sureste
- Condado de Sawyer - suroeste
- Condado de Bayfield - noroeste
- Condado de Lake - noroeste
- Condado de Cook - norte
- Condado de Ontonagon - noreste
- Condado de Gogebic - noreste

## Carreteras
| - U.S. Highway 2 - Carretera Estatal de Wisconsin 13 - Carretera Estatal de Wisconsin 77 | - Carretera Estatal de Wisconsin 112 - Carretera Estatal de Wisconsin 118 - Carretera Estatal de Wisconsin 137 - Carretera Estatal de Wisconsin 169 |

## Demografía
Según el censo de 2000, había 16,866 personas, 6,718 hogares y 4,279 familias residiendo en la localidad. La densidad de población era de 6 hab./km². Había 8,883 viviendas con una densidad media de 3 viviendas/km². El 87.10% de los habitantes eran blancos, el 0.21% afroamericanos, el 10.35% amerindios, el 0.31% asiáticos, el 0.05% isleños del Pacífico, el 0.29% de otras razas y el 1.69% pertenecía a dos o más razas. El 1.11% de la población eran hispanos o latinos de cualquier raza.

## Comunidades

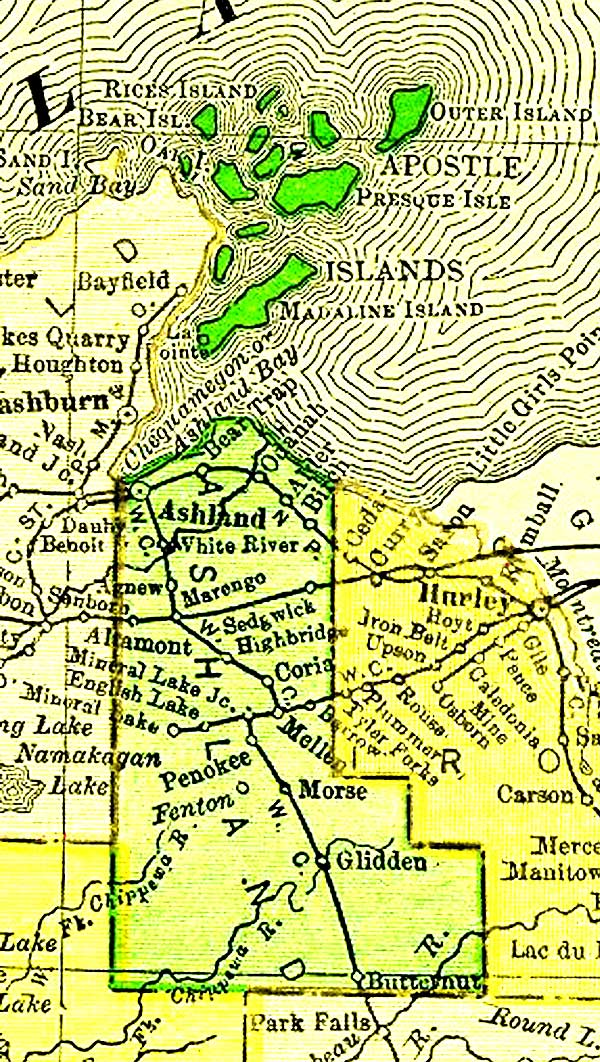
El condado de Ashland en 1895.

### Ciudades
- Ashland
- Mellen

### Villa
- Butternut

### Pueblos
- Agenda
- Ashland
- Chippewa
- Gingles
- Gordon
- Jacobs
- La Pointe
- Marengo
- Morse
- Peeksville
- Sanborn
- Shanagolden
- White River

### Comunidades no incorporadas
- Clam Lake
- Glidden
- Odanah